# Montgomery-Janes-Whittaker House
Het Montgomery-Janes-Whittaker House, beter bekend als Buena Vista, is een voormalig plantagehuis bij Prattville in Alabama. Het huis is gebouwd in de federale stijl en werd op 25 oktober 1974 opgenomen in het National Register of Historic Places. Het Montgomery-Janes-Whittaker House is nu eigendom van de Autauga County Heritage Association en wordt gebruikt als een museum.

## Geschiedenis
De bouw van het Montgomery-Janes-Whittaker House werd gestard in 1822 door John W. Freeman of Josiah Huie. Het huis was af in 1844 toen William Montgomery de eigenaar van het huis was. Mary Emma Scott Stewart kocht het Montgomery-Janes-Whittaker House in 1910 van de Montgomery familie. Daarna werd het huis voor twee jaar eigendom van Jacob Janes, waarna het huis in 1937 werd verkocht aan Fred Whittaker. De familie Whittaker restaureerde en monderniseerde het Montgomery-Janes-Whittaker House, waarna het in 1987 werd geërfd door M.W. Petrey Jr.. Hij verkocht het huis in 1982 aan de Union Camp Corporation, een bedrijf met papierfabrieken. Nadat de Union Camp Corporation werd overgenomen door International Paper werd het huis in 2007 gedoneerd aan de huidige eigenaar, de Autaga County Heritage Association.

## Architectuur
Het Montgomery-Janes-Whittaker House heeft een houten skelet en 2,5 verdiepingen. Boven de voordeuren zitten waaiervormige glazenpartijen en het gebouw heeft een puntgevel. Het interieur van het Montgomery-Janes-Whittaker House bevat stucwerk en een spiraalvormige trap, die gemaakt is van mahonie. Er werd door de Stewart familie een Ionisch portiek toegevoegd. De familie Whittaker maakte later van het houten portiek een stenen portiek en voegde gietijzer toe aan het balkon van de tweede verdieping.